# Ruyan

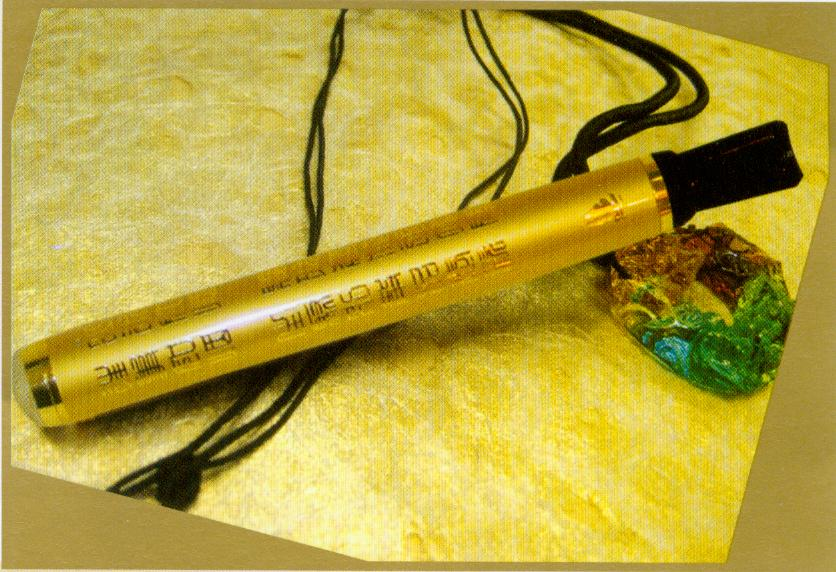
Ruyan Elektrische Zigarre, erste Generation

Die Ruyan Group (Holdings) Limited, abgekürzt Ruyan, begann im Mai 2004 unter ihrem damaligen Namen Golden Dragon Group (Holdings) Limited mit dem Verkauf der Elektrischen Zigarette auf dem chinesischen Markt. Kurze Zeit später begann die weltweite Vermarktung dieses Produkts unter dem Markennamen Ruyan. 2010 änderte das Unternehmen den Namen ein weiteres Mal in Dragonite International Limited. Die Elektrischen Zigaretten werden weiterhin unter dem Markennamen Ruyan vertrieben.

## Geschichte
Das Unternehmen begann im Jahr 1993 mit der Produktion von Ginseng-Produkten. Neben diesem Health Care-Produkt wurden später auch Pharmazeutische Produkte ins Portfolio aufgenommen. Im Jahr 2001 wurde das Unternehmen Golden Dragon Group (Holdings) Limited an der  Börse in Hong Kong unter der Nummer 0329 registriert. Die von dem Mitarbeiter Hon Lik entwickelte Elektrische Zigarette wurde 2003 zum Patent angemeldet. 2007 wurde die Firma umbenannt in Ruyan Group (Holdings) Limited. Im Geschäftsjahr 2009 brach der Umsatz des Unternehmens im Vergleich zum Vorjahr um 77 % ein. Dieses wurde auf das Vordringen nachgemachter Produkte und geänderte Gesetze und Verordnungen in den Vertriebsländern zurückgeführt. Das Unternehmen wurde 2010 erneut umbenannt, jetzt in Dragonite International Limited. Im selben Jahr sank der Umsatz wiederum um 78 %, u. a. wegen neuer Vorschriften, die z. B. den Export von elektronischen Zigaretten nach Australien, Singapur und Kanada unterbanden.

## Produkte
Die Aktivitäten der Ruyan Group bzw. heute Dragon International verteilen sich auf drei Geschäftsbereiche:
- Health Care: Medikamente der traditionellen chinesischen Medizin
- Pharmazeutische Produkte
- Elektronische Zigaretten als Hauptumsatzträger des Unternehmens. Neben den eigentlichen elektronischen Zigaretten werden auch elektronische Pfeifen und Zigarren unter dem Markennamen Ruyan angeboten.